# Anna Loos
Anna Loos (ur. 18 listopada 1970 w Brandenburg an der Havel) – niemiecka aktorka i piosenkarka. Występowała w ponad pięćdziesięciu filmach od 1996 roku. 

## Życiorys

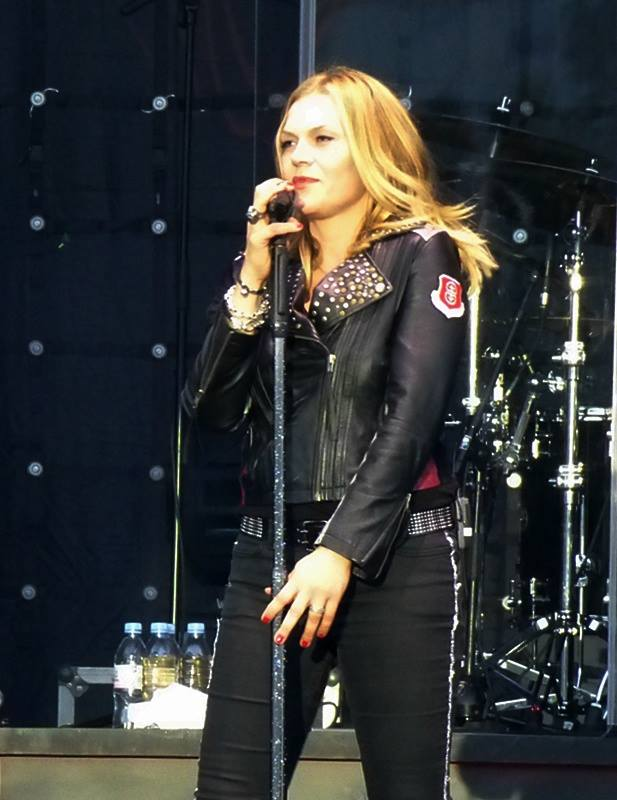
Anna Loos

Studiowała aktorstwo w Stage School of Music, Dance and Drama w Hamburgu. W 2004 poślubiła aktora Jan Josef Liefers  z którym ma dwie córki. Mieszka w Steglitz.

## Wybrana filmografia
- 2000: Anatomia jako Gretchen
- 2009: Śpiąca królewna jako  królowa

## Nagrody
- 2011:  Goldene Kamera
- 2012:  Bayerischer Fernsehpreis